# Milhã
Milhã é um município brasileiro do estado do Ceará. Sua população estimada em 2022 era de 14.123 habitantes.

## Geologia

### Recursos minerais
No município de Milhã foram identificados ocorrências de tungstênio em lentes encaixadas nas rochas paraderivadas do Complexo Acopiara. Ocorrem na forma de scheelita hidrotermal. Apesar do baixo teor e dificuldades de extração do minério, foram garimpados na década de 1940.